# IC 2233
IC 2233 је спирална галаксија у сазвјежђу Рис која се налази на листи објеката дубоког неба у Индекс каталогу.
Деклинација објекта је + 45° 44' 23" а ректасцензија 8h 13m 59,0s. Привидна величина (магнитуда) објекта IC 2233 износи 12,3 а фотографска магнитуда 13,0. Налази се на удаљености од 10,6 милиона парсека од Сунца. IC 2233 је још познат и под ознакама UGC 4278, MCG 8-15-52, CGCG 236-36, FGC 730, PGC 23071.